# Halsgevel

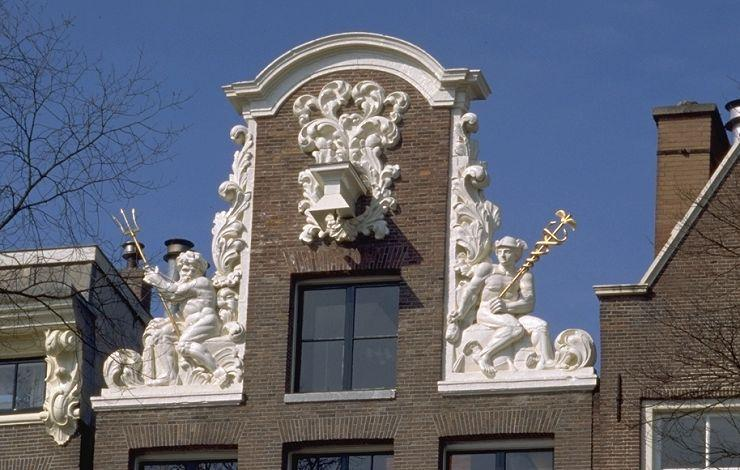
Halsgevel, Singel 326, Amsterdam

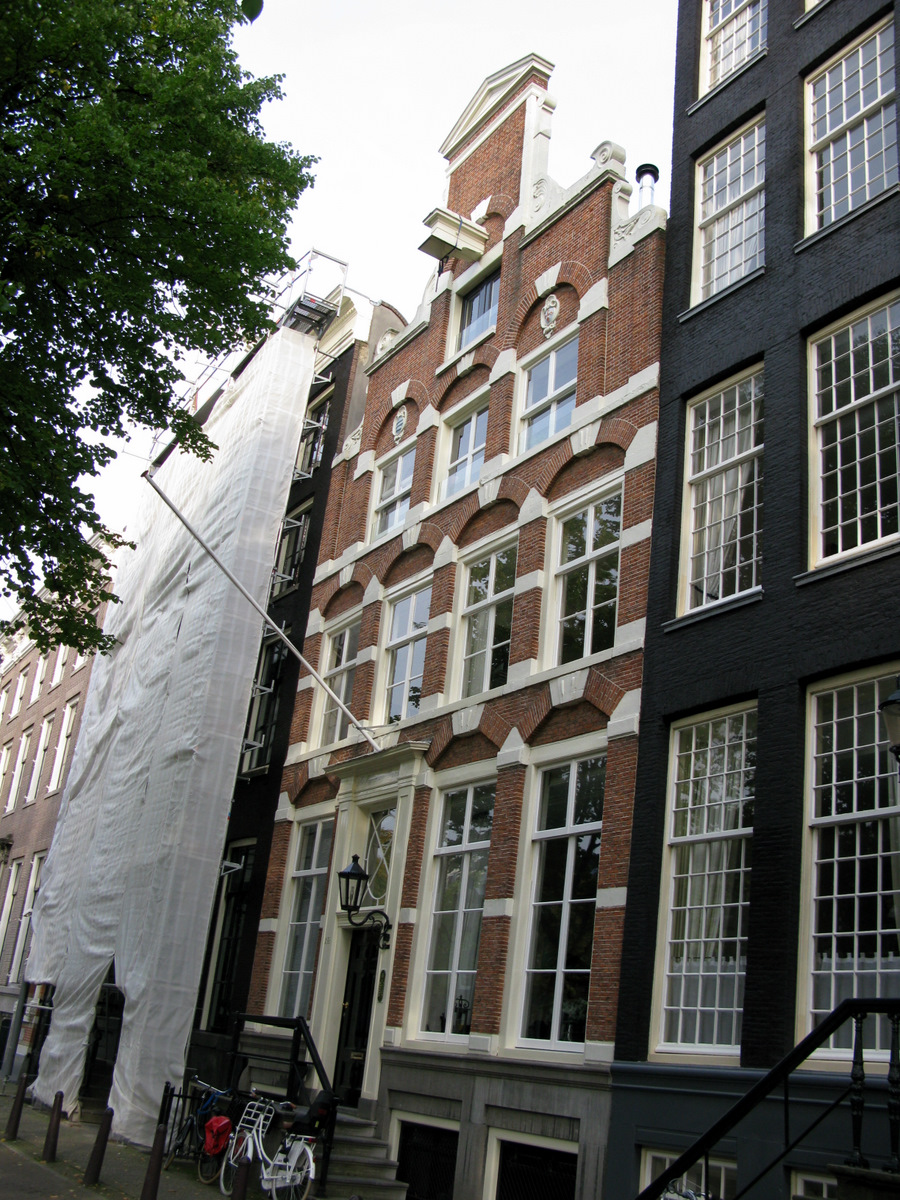
Mooi voorbeeld van de overgang van trapgevel naar halsgevel (Keizersgracht 133, Amsterdam)

Een halsgevel is een bakstenen gevel van een smal huis (drie, soms twee, ramen breed) met twee hoeken van 90° aan de top die opgevuld zijn met zandstenen ornamenten, zogenaamde klauwstukken. Bij het enkele huis leidt het Hollands classicisme tot de ontwikkeling van de halsgevel, omdat bij gebruik van de lijstgevel het puntdak boven de lijst zou uitsteken (een classicistische oplossing zou het bedekken van het puntdak met een fronton zijn maar daarmee is de helling van de Hollandse daken niet in overeenstemming). De halsgevel wordt gebouwd in de periode ±1640-±1775, maar de meeste halsgevels zijn gebouwd in de eerste helft van de 18e eeuw. De halsgevel overleeft de periode van het Hollands classicisme, omdat de Lodewijk XIV-stijl heel goed kan worden toegepast op de halsgevel. 
Als eerste halsgevel wordt vaak Herengracht 168 in Amsterdam genoemd, in 1638 gebouwd naar een ontwerp van Philips Vingboons. De halsgevel is typisch Amsterdams en komt voort uit de trapgevel: in feite bestaat de halsgevel uit een enkele trap; de verhoogde halsgevel heeft nog een extra trapje. 17e- en 18e-eeuwse halsgevels moeten onderscheiden worden in de ornamenten.
Frontongevelbekroningen en versieringen als festoenen komen alleen bij 17e-eeuwse halsgevels voor. In de 18e eeuw komen wel guirlandes voor die veel lijken op festoenen, maar het betreft hier geen bloemen en fruitmotieven meer. De verhoogde halsgevel wordt in de periode ±1640 - ±1670 gebouwd, als een overgangsvorm van de trap- en halsgevel. 